# كومبيين (فرنسا)
كومبيين (بالفرنسية: Arrondissement de Compiègne)‏ هي دائرة إدارية فرنسية، في فرنسا، تقع في واز، بلغ عدد سكانها 181,827  نسمة وذلك حسب إحصائيات سنة 2015، عاصمتها كومبيين، تبلغ مساحتها 1,275 كيلومتر مربع.

## التقسيمات الإدارية
- canton of Attichy  [لغات أخرى]‏
- canton of Compiègne-Nord  [لغات أخرى]‏
- Canton of Estrées-Saint-Denis [الإنجليزية]‏
- canton of Guiscard  [لغات أخرى]‏
- canton of Lassigny  [لغات أخرى]‏
- Canton of Noyon [الإنجليزية]‏
- canton of Ressons-sur-Matz  [لغات أخرى]‏
- canton of Ribécourt-Dreslincourt  [لغات أخرى]‏
- canton of Compiègne-Sud-Est  [لغات أخرى]‏
- canton of Compiègne-Sud-Ouest  [لغات أخرى]‏
- كومبيين.